# Kapitał zapasowy spółki akcyjnej
Kapitał zapasowy spółki akcyjnej – kapitał tworzony obowiązkowo na podstawie art. 396 Kodeksu spółek handlowych. Jest on przeznaczony na pokrycie ewentualnej straty, a jego źródła finansowania są następujące:
- co najmniej 8% zysku spółki za dany rok obrotowy, dopóki kapitał zapasowy nie osiągnie co najmniej 1/3 kapitału zakładowego,
- nadwyżki osiągnięte przy emisji akcji powyżej ich wartości nominalnej, a pozostałe po pokryciu kosztów emisji akcji (są one często określane jako „agio” lub „ażio”),
- dopłaty akcjonariuszy uiszczane w zamian za przyznanie ich dotychczasowym akcjom szczególnych uprawnień, jeśli nie będą te dopłaty wykorzystane na wyrównanie nadzwyczajnych odpisów lub strat.

O użyciu kapitału zapasowego decyduje walne zgromadzenie; jednakże części kapitału zapasowego w wysokości 1/3 kapitału zakładowego, można użyć jedynie na pokrycie straty wykazanej w sprawozdaniu finansowym.